# 中山礼治
中山 礼治（なかやま れいじ、1912年（明治45年）3月11日- 1988年（昭和63年）3月27日）は、新潟県出身の歌人。長岡工業高等専門学校名誉教授。コスモス短歌会新潟県支部長。

## 略歴
新潟市刈部家(刈部喜兵衛)の子として生まれる。生後7日目に北魚沼郡小千谷町(現在の小千谷市)の中山泰治・ハツリ夫妻の養子となる。
町立小千谷尋常小学校から旧制県立小千谷中学校を経て、國學院高等師範学校を卒業した。卒業後は水戸工業学校で教員（国語・漢文）となる。
1938年、歩兵第58連隊少尉として支那事変に従軍した。除隊後、新潟県立糸魚川中学校で教職に復帰する。
1945年7月に再度の招集を受け、広島県からフィリピンに向かう途中で輸送船が魚雷攻撃を受けて沈没する。生き残った将兵は台湾に漂着した。そのまま台湾で終戦を迎え、国民革命軍の捕虜となる。
1946年に復員し、糸魚川中学（旧制）に復職した。1947年、新潟県立長岡高等学校(新制)に異動する。1968年長岡工業高等専門学校に異動。1970年、教授に就任した。1977年に定年で退職する。
1988年3月27日に死去（満76歳没）。

## 著書

### 歌集
- 『古典秀歌鑑賞 抒情の源流をたずねて Ⅰ』雪華社、 1967年
- 『風霜の丘 歌集』伊麻書房<コスモス叢書、第14篇>、1977年
- 『黄蜀葵 歌集』伊麻書房<コスモス叢書、第140篇>、1978年
- 『夏草の白い花 中山礼治歌集』伊麻書房<コスモス叢書、第195篇>、　1982年
- 『山西省の世界 歌集』柊書房、1998年

### その他
- 『万葉大和の旅』（ 宮柊二と共著）保育社<カラーブックス>、1974年
- 『戦場の鶏 「山西省」作品鑑賞』短歌新聞社、1976年
- 『教科書にでてくる短歌の解釈』（監修：宮柊二）東京美術、1985年